# If Loving You Is Wrong
If Loving You Is Wrong est un feuilleton télévisé américaine en 102 épisodes de 42 minutes créé, produit, écrit et réalisé par Tyler Perry et diffusé entre le 9 septembre 2014 et le 16 juin 2020 sur Oprah Winfrey Network.
Cette série est inédite dans tous les pays francophones.

## Synopsis
La série se concentre sur la vie et les relations d'un groupe de cinq maris et épouses qui vivent sur la même rue (Castillo Lane) dans la communauté fictive de Maxine.
La série met en vedette Amanda Clayton (en), Edwina Findley (en), Heather Hemmens, Zulay Henao et April Parker Jones (en), cinq femmes qui mènent Alex, Kelly, Marcie, Esperanza et Natalie dans "leur quête d'amour au milieu de la gestion de vies très complexes".

## Épisodes
| Saison | Épisodes | Diffusion originale | Diffusion originale |
| Saison | Épisodes | Début               | Fin                 |
| ------ | -------- | ------------------- | ------------------- |
| 1      | 42       | 9 septembre 2014    | 24 mai 2016         |
| 2      | 22       | 13 septembre 2016   | 30 mai 2017         |
| 3      | 18       | 19 septembre 2017   | 7 mars 2018         |
| 4      | 8        | 19 mars 2019        | 30 avril 2019       |
| 5      | 12       | 31 mars 2020        | 16 juin 2020        |